# Мостовая (Мостовское сельское поселение)

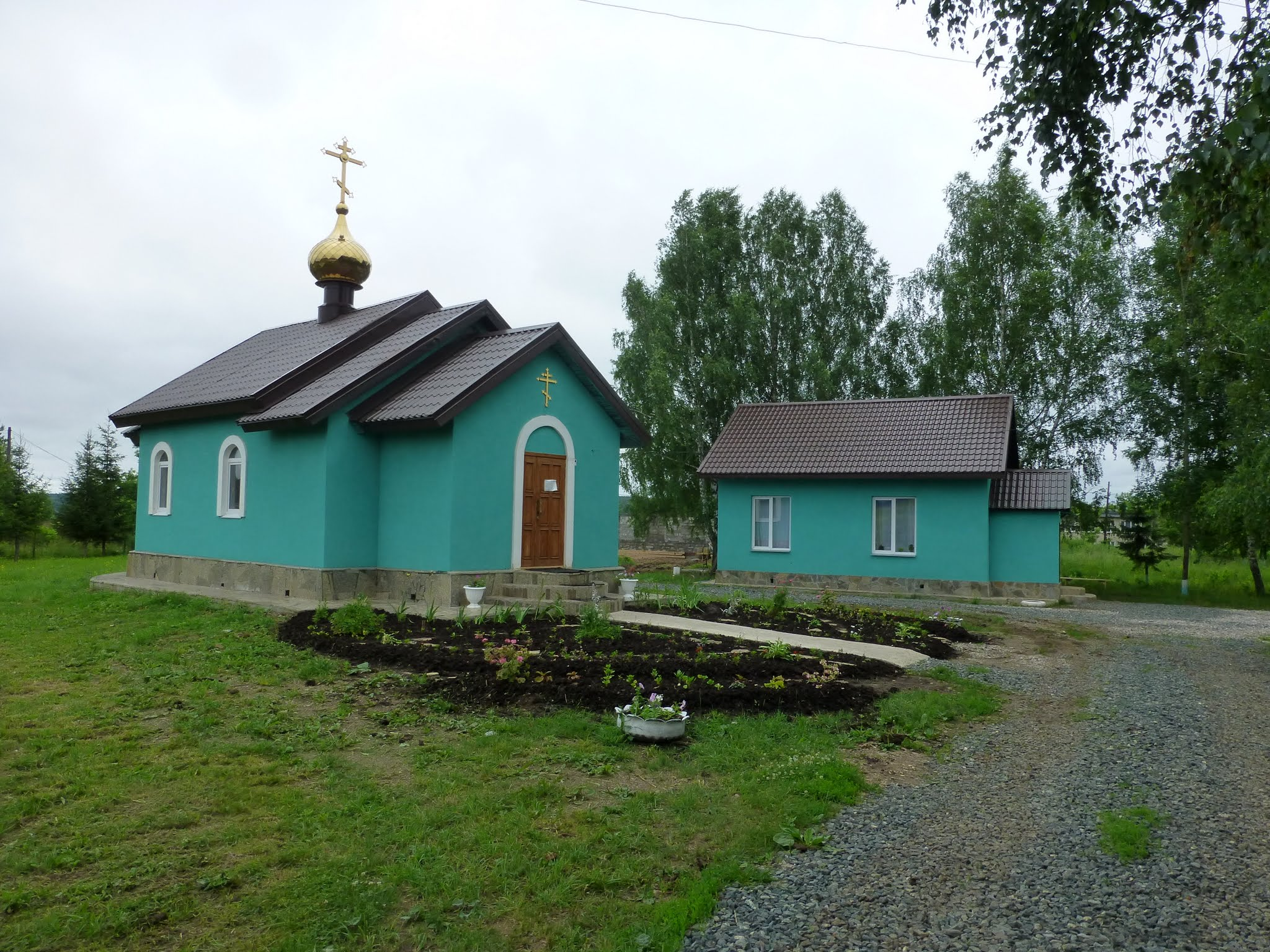
Церковь Сергия Радонежского в Мостовой

Мостовая  — деревня в Пермском районе Пермского края. Входит в состав Двуреченского сельского поселения.

## География
Деревня расположена на реке Мостовая (левый приток реки Сыра).

## История
Населённый пункт впервые упоминается в письменных источниках с 1782 года. Название получило по реке Мостовая (мостовыми раньше называли реки, имевшие мосты). В годы коллективизации здесь возник колхоз «Урожай», который в декабре 1958 года был укрупнён, а 30 мая 1964 года на его базе создан совхоз «Мостовской».
С 18 июня 1954 до января 2006 года деревня являлась центр Мостовского сельсовета, а до 2008 года — центром Мостовского сельского поселения.

## Население
| 2010 |
| ---- |
| 788  |

## Топографические карты
- Лист карты O-40-78 Серга. Масштаб: 1 : 100 000. Состояние местности на 1983 год. Издание 1984 г.